# Candy☆Boy
《Candy☆Boy》（キャンディ ボーイ）是由動畫國際公司於2007年11月22日出版的原創網路動畫。該網路短片在NICONICO動畫網路影像服務和超！放送局影音網站發行。在2007年12月5日，Candy☆Boy隨韓國藝人Meilin的Candy☆Boy DVD光碟限量發行。
Candy☆Boy的續集「Candy boy」由2008年5月2日開始在NICONICO動畫頻道以網路影像型式播放，每話約長15分鐘，全7話。

## 故事內容
本作是關於孿生姐妹之間超過親情以上的曖昧關繫，以及兩姐妹在一個學妹的出現後所產生的隔閡。劇中櫻井雪乃和櫻井奏是雙胞胎。在同學的渲染下，奏誤會雪乃對學妹神山咲夜產生情愫，進而疏遠和雪乃的關繫。雪乃察覺奏對自己的冷漠，大膽向奏告白示愛，兩姐妹終於認清對方是自己的最愛。

## 登場角色
櫻井奏（さくらい かなで）
配音 - 生天目仁美
生日：6月21日
血型：AB型
身高：162公分
體重：57公斤
三圍：83/60/89
喜愛的食物：所有甜食，特別是甜甜圈和雪乃製作的意大利麵
興趣：繪畫、收集原子筆筆蓋
不擅長的事：
被雪乃逼迫玩恐怖的電視遊戲（只看著）
被雪乃逼迫看恐怖電影（只會睡著）
被雪乃逼迫減肥（沒有瘦下來）
高校2年級，美術部。櫻井雪乃的雙生妹妹。從小便對雪乃有着姐妹以上的曖昧情感。為了上學而來到東京，居住於學生宿舍。想入讀美術大學卻不想與雪乃分開，因此正在糾結中。
櫻井雪乃（さくらい ゆきの）
配音 - 柚木涼香
生日：6月21日
血型：AB型
身高：163公分
體重：55公斤
三圍：85/58/91
喜愛的食物：北海道寄來的豆腐、圓圓香蕉（零食）
興趣：寫網誌、給奏拍照片
不擅長的事：
擔任奏的模特兒3小時
高校2年級，游泳部。櫻井奏的雙生姐姐。平時有點呆滯，但學業成績優異。每天都要惹怒櫻井奏一次。
神山夜（かみやま さくや）
配音：加藤英美里
生日：8月17日
血型：AB型
身高：147公分
體重：？公斤
三圍：91/56/85
最愛的食物：粽子、咖啡味牛奶布丁
興趣：橡皮艇、觀察奏
不擅長的事：跑步（胸口痛）
櫻井雪乃游泳部裡的學妹，高中一年級，家境富裕。喜歡櫻井奏。為人頗有心計，且處事圓滑。與父母同住，但一直策劃著入住宿舍。
櫻井雫（さくらい しずく）
配音：小林優
生日：9月28日
血型：AB型
身高：143公分
體重：43公斤
三圍：71/？/？
喜愛的食物：辛辣的食物
櫻井家最小的妹妹。和雪乃感情較好，並對奏把自己的生日忘掉頗有微言(但其實奏是記得的)。為雪乃和奏總能夠在一起生活而吃醋。

## 工作人員
- 導演・劇本：(星川孝文)
- 人物設計：波部崇
- 作畫監督：沈宏
- 作畫監督助理：日下部智津子（新系列開始）
- 色彩設計：日比智恵子
- 攝影監督：加籐友宜
- 美術監督：宮本実生（studio RUFUS）
- 背景：studio RUFUS
- 構成：津田涼介
- 編集：右山章太
- 音樂：杉山正明・TAKA（新系列開始）
- 音響製作：HALF H・P STUDIO
- 音樂製作：（新系列開始）
- 動畫製作：動畫國際公司

## 各集标题
| 話数 | 日文标题 | 中文標題         | 放送日期       |
| ---- | -------- | ---------------- | -------------- |
| 0    |          | Candy☆Boy        | 2007年11月22日 |
| 1    |          | 兩人的距離       | 2008年5月2日   |
| 2    |          | 請給我這…個？    | 2008年6月21日  |
| 3    |          | 無法逾越的牆壁   | 2008年9月26日  |
| 4    |          | 是雪割草嗎？     | 2008年11月7日  |
| 5    |          | 啊——…鳴！        | 2008年12月29日 |
| 6    |          | 在那不遠處的未來 | 2009年3月13日  |
| 7    |          | 櫻花開放…？      | 2009年5月8日   |
| EX01 |          | 未來開始的房間   | 2008年8月13日  |
| EX02 |          | 幸福的共有理論   | 2009年6月24日  |

## 主題曲
- 「Candy☆Boy」(OVA ED)
  - 作詞：CHIHIRO 　 作曲： CHIHIRO 　編曲： 河野圭 　歌：MEILIN

- (第1、3話、EX01、EX02的ED；第2話插曲)
  - 作詞：矢吹俊郎 　 作曲：矢吹俊郎 　 編曲：矢吹俊郎 　歌： KΛNΛ

- 「Bring up...LOVE」(第4、5、6話ED)
  - 作詞：矢吹俊郎 　 作曲：矢吹俊郎 　 編曲：矢吹俊郎 　歌： NAYUTA

- 「ROMANCE」(第7話ED)
  - 作詞：矢吹俊郎 　 作曲：矢吹俊郎 　 編曲：矢吹俊郎  　歌： 櫻井姐妹(生天目仁美/柚木涼香)

## 外部連結
- 官方网站 - Candy☆Boy （日語）
- .   [2015-09-27]. （原始内容存档于2009-02-23）. - AIC （日語）
- Anime 2.0 （日語）